# لوکاس گریل (بازیکن فوتبال، زاده ۱۹۹۳)
لوکاس گریل (انگلیسی: Lukas Grill؛ زادهٔ ۹ فوریهٔ ۱۹۹۳) بازیکن فوتبال اهل آلمان است.
از باشگاه‌هایی که در آن بازی کرده‌است می‌توان به باشگاه فوتبال میالبی و باشگاه فوتبال بایرن مونیخ ۲ اشاره کرد.